# Budynek Sądu Rejonowego w Braniewie
Budynek Sądu Rejonowego w Braniewie – zabytkowy budynek organu wymiaru sprawiedliwości w Braniewie.

## Lokalizacja
Budynek Sądu Rejonowego położony jest w pobliżu centrum miasta i sąsiaduje z Oddziałem Zewnętrznym w Braniewie Aresztu w Elblągu. Wejście do budynku sądu znajduje się przy ulicy Sądowej 1.

## Historia i architektura

### Historia do 1945

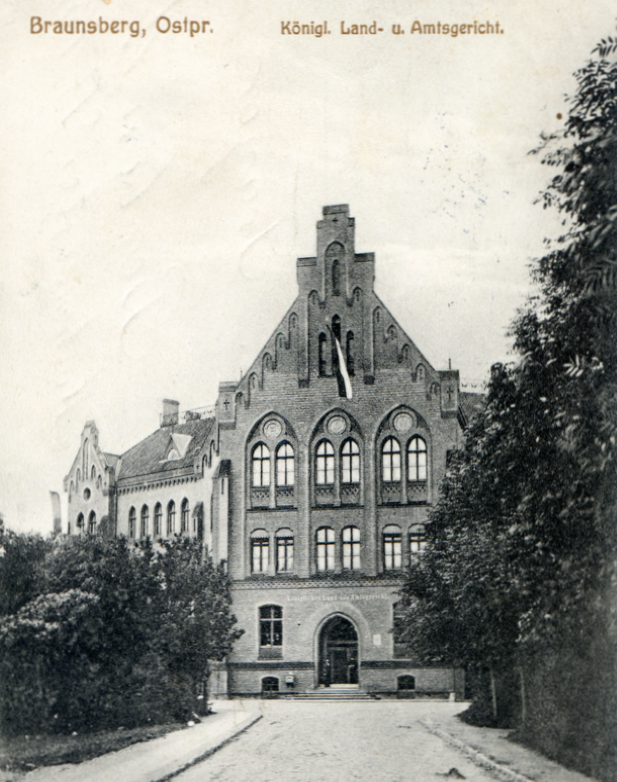
Gmach sądu na pocz. XX w.

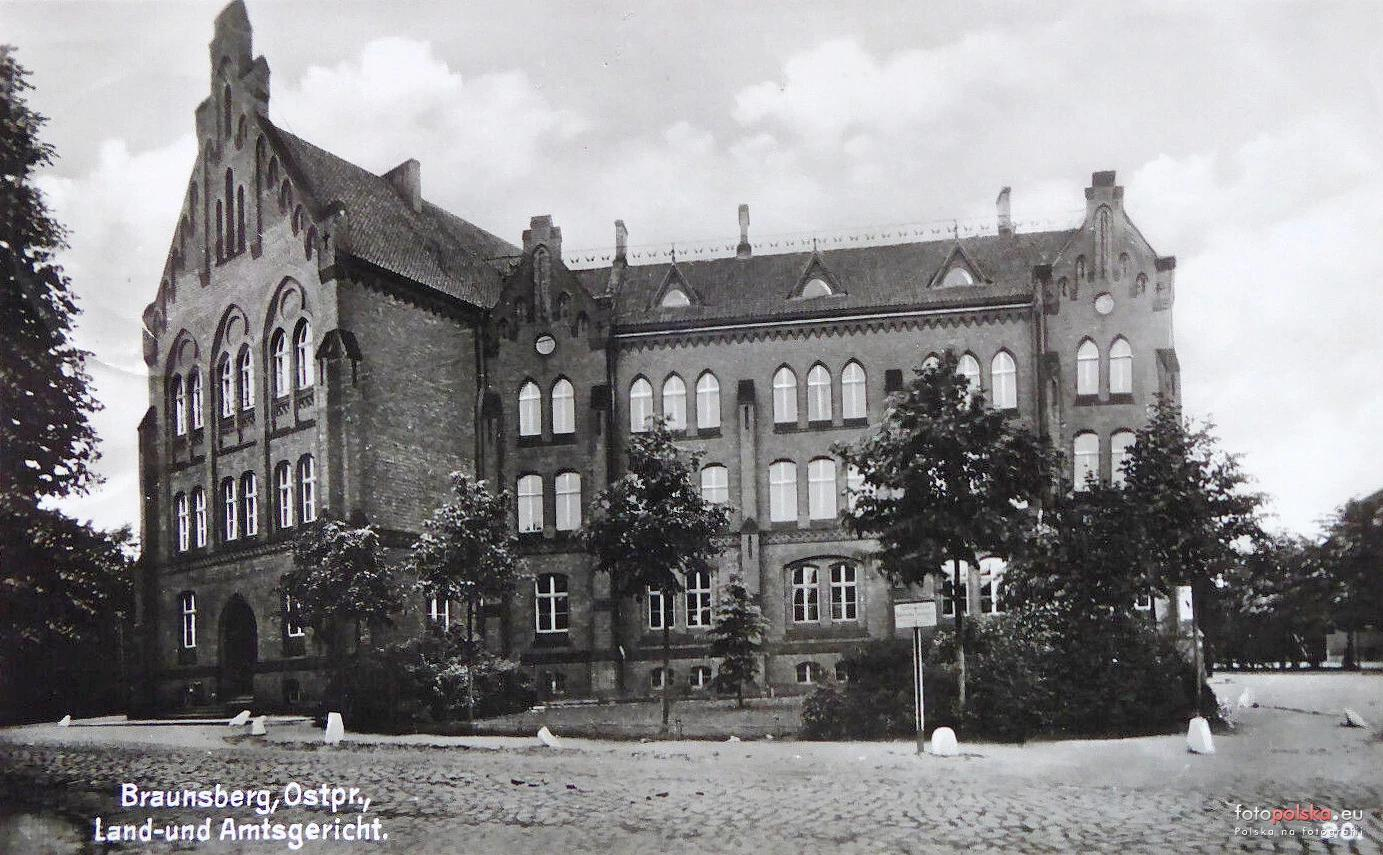
Sąd w 1941 roku

Na mocy ustawy z dnia 27 stycznia 1877 o reorganizacji sądownictwa w Niemczech i Prusach wprowadzona została jednolita struktura organizacji sądownictwa, która powoływała w miejsce dotychczasowych sądów miejskich i powiatowych czterostopniowy system sądownictwa: sądy rejonowe (obwodowe I instancji Amtsgericht), sądy krajowe (II instancji Landgericht), wyższe sądy krajowe III instancji (Oberlandesgericht) oraz Sąd Rzeszy w Lipsku, będący sądem najwyższej instancji (Reichsgericht).
Na skutek tej reorganizacji systemu sądownictwa w Prusach Braniewo stało się siedzibą zarówno sądu krajowego (Landgericht), jak i rejonowego (Amtsgericht). Sąd Krajowy z kolei podlegał, wraz z izbami w Olsztynie, Bartoszycach, Czerniachowsku, Królewcu, Ełku, Kłajpedzie i Sowiecku, pod Wyższy Sąd Krajowy (Oberlandesgericht) w Królewcu. Sądy krajowe rozpoczęły działalność 1 października 1879. Stanowiły one II instancję w sprawach cywilnych i karnych, rozpatrywanych przez sądy rejonowe. Ponadto rozstrzygały ważne sprawy cywilne i karne, niebędące w zakresie kompetencji sądów I instancji. Posiadały one wydziały cywilne i karne (Zivilkammer, Strafkammer). Rejon Sądu Krajowego w Braniewie obejmował obszar zamieszkiwany przez niemal 200 tys. osób (w 1888 – 197 543 osoby). Na czele sądu stał prezydent, na czele wydziałów cywilnego i karnego stało 2 dyrektorów, ponadto w sądzie pracowało 7 sędziów. Pod Sąd Krajowy w Braniewie podlegało dziesięć sądów rejonowych – w Braniewie (Amtsgericht Braunsberg), Mamonowie (Amtsgericht Heiligenbeil), Miłakowie (Amtsgericht Liebstadt), Pieniężnie (Amtsgericht Mehlsack), Morągu (Amtsgericht Mohrungen), Młynarach (Amtsgericht Mühlhausen), Pasłęku (Amtsgericht Preußisch Holland), Zalewie (Amtsgericht Saalfeld), Ornecie (Amtsgericht Wormditt) i Korniewie (Amtsgericht Zinten). Natomiast apelacje, odwołania i rewizje od wyroków Sądu Krajowego w Braniewie były wnoszone do Wyższego Sądu Krajowego w Królewcu (Oberlandesgericht Königsberg).
Nowy budynek sądu w Braniewie został zbudowany w latach 1878–1879 w stylu niemieckiej architektury urzędowej końca XIX wieku. Fundusze na to przedsięwzięcie miasto pozyskało z kontrybucji uzyskanej przez Prusy po zwycięstwie nad Francją w 1871 roku. 
Podczas ataku wojsk sowieckich na miasto w czasie II wojny światowej (bombardowania miasta i ostrzał artyleryjski Braniewa miały miejsce w okresie od 5 lutego do 20 marca 1945) budynek został w znacznym stopniu zniszczony. Częściowemu zawaleniu uległo skrzydło południowe, a także ściana skrzydła północnego od podwórza, mieszcząca klatkę schodową boczną wraz z przybudówką. 

### Historia po 1945

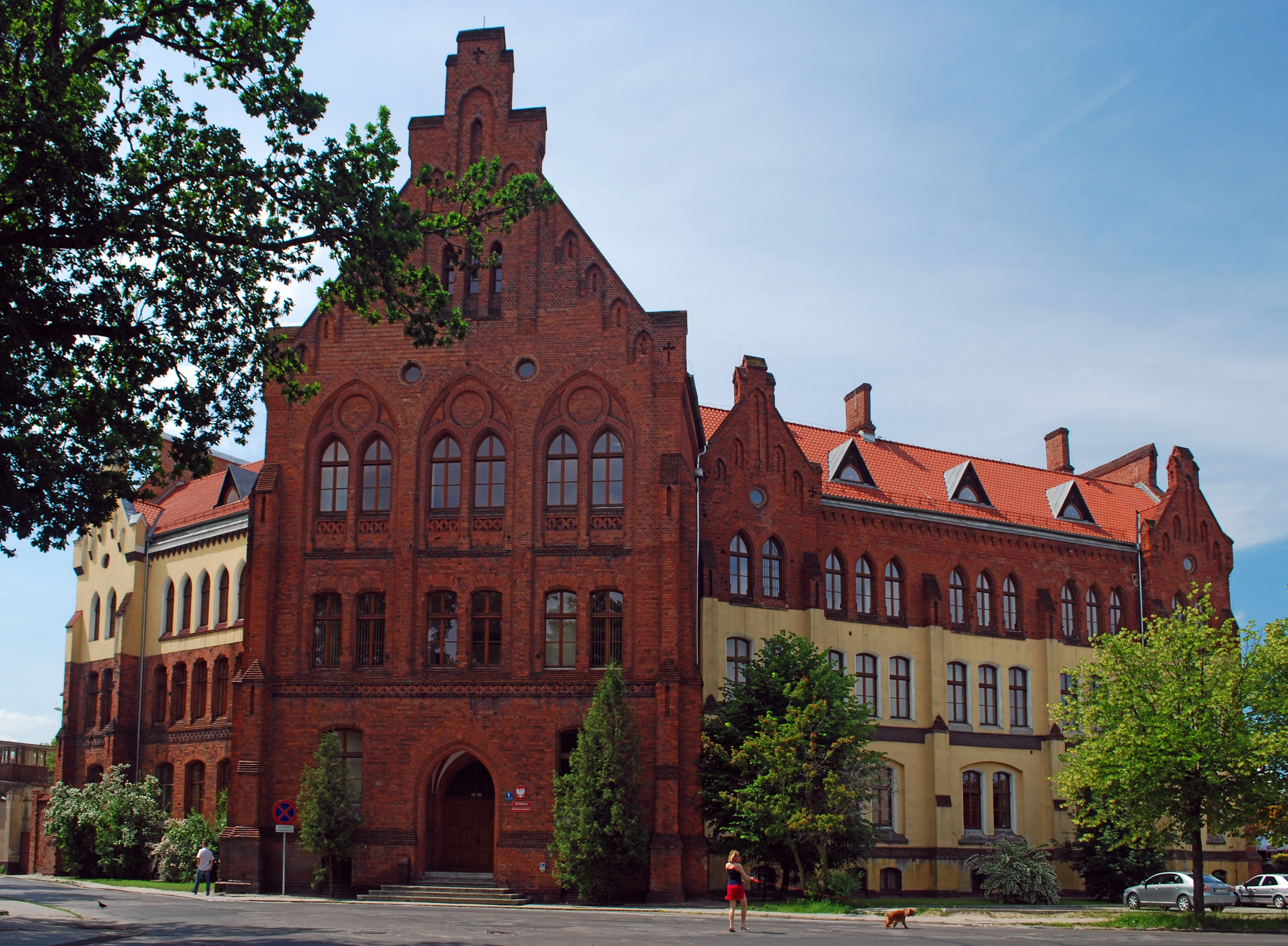
Budynek sądu przed renowacją elewacji, zdjęcie z 2010 roku

Początkowo po wojnie, zgodnie z uchwałą Rady Ministrów z dnia 14 marca 1945 roku, powiat braniewski wchodził w skład Ziem Odzyskanych jako obwód zachodni „okręgu IV Prusy Wschodnie”, określanego też jako „Okręg Mazurski (Prusy Wschodnie)”. Sąd Okręgowy w Braniewie na pewno czynny był przed lutym 1946. Ponieważ przedwojenny gmach sądu nie nadawał się czasowo do użytku, siedzibę sądu w powojennym Braniewie urządzono wpierw w budynku przy ul. Szkolnej. 
XIX-wieczny gmach sądu zamierzano odbudować już w roku 1948, mimo to do 1959 roku stał jednak nieużytkowany, przez co niszczał i popadał w dalszą ruinę. Zniszczeniu uległy ceglane ściany i stropy. Od tegoż roku przystąpiono do remontu obiektu. W części skrzydła północnego wykonano naprawę dachu nad korytarzami, położono stropy Kleina oraz częściowo uzupełniono cegłą ściany. W latach 1969–1974 miał miejsce generalny remont budynku, podczas którego odbudowano również część skrzydła południowego. Wówczas, w 1974 roku, powróciła do tego budynku siedziba sądu w Braniewie.
Niemal cały parter budynku zajmowała ekspozytura (oddział zewnętrzny) Archiwum Państwowego w Elblągu z siedzibą w Malborku. Gdy w 1984 spłonął budynek Urzędu Miasta przy ul. Kościuszki w Braniewie, archiwum przeniesiono do Malborka, aby zwolnić parter na tymczasową siedzibę urzędu miejskiego. Archiwum to już nigdy nie powróciło do Braniewa.
W budynku sądu również miała swoją siedzibę, do pożaru Urzędu Miasta w 1984, filia Pedagogicznej Biblioteki Wojewódzkiej. Ponownie powróciła do budynku sądu w roku 1988, lecz już do innych pomieszczeń. Dobre warunki lokalowe pozwoli na funkcjonowanie przy bibliotece dużej czytelni. W 1994 biblioteka opuściła ostatecznie sąd, znajdując nowe lokum pod arkadami budynku Zespołu Szkół Zawodowych przy ul. Gdańskiej.
30 listopada 1994 roku budynek sądu został wpisany do wojewódzkiej ewidencji zabytków pod pozycją 406/94.
W okresie wrzesień-grudzień 2011 roku skrzyżowanie przed budynkiem sądu zostało przebudowane i utworzono w jego miejsce małe rondo (otwarcie ronda miało miejsce 20 stycznia 2012). Zgodnie z zaleceniami konserwatora zabytków w obrębie Sądu Rejonowego elementy pasa drogowego zostały wykonane z kamienia, a nawierzchnia chodnika z płytek z grysem płukanym.
W 2015 roku budynek sądu został wyremontowany, przywrócono dziewiętnastowieczny wygląd elewacji.